# المپیا پارک برلین

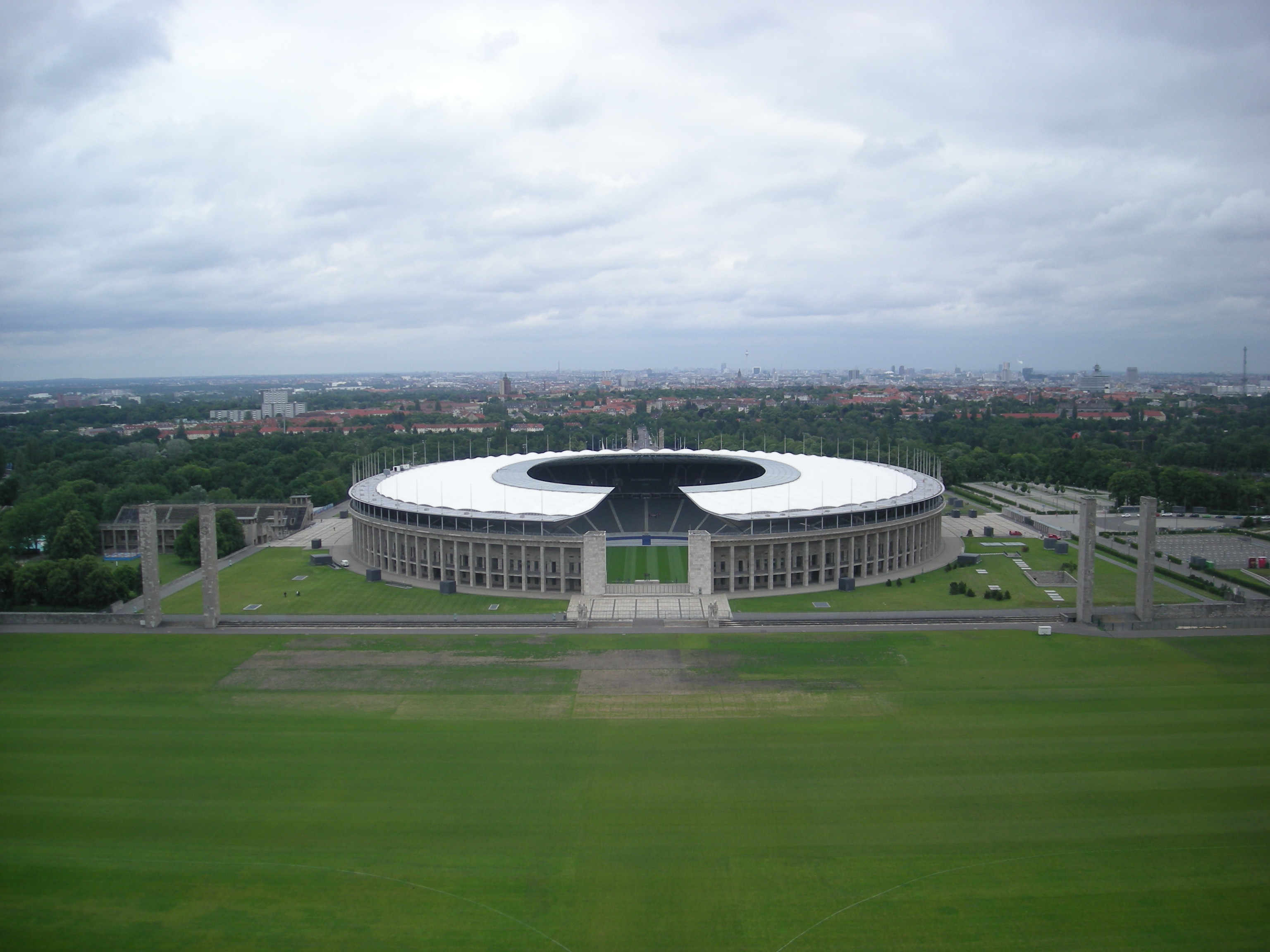

المپیا پارک برلین  (به انگلیسی: Olympiapark Berlin )  یک مجموعه ورزشی و تفریحی واقع در برلین ، آلمان است. این مجموعه به عنوان پارک المپیک در المپیک تابستانی ۱۹۳۶ مورد استفاده قرار گرفت. 

## تاریخچه
یک پیست اسب‌دوانی در هوپگارتن، درست در شرق شهر، اولین مسابقات خود را در اوایل سال 1868 برگزار کرد. "Union-Klub" یکی از سازمان‌های اصلی پشت توسعه اولیه آن مکان بود.  به دلیل از دست دادن تماشاگران، Union-Klub شروع به جستجوی مکانی جدید در غرب برلین کرد، زمانی که آنها در مکانی در روهلبن مستقر شدند، جایی که باشگاه از سال 1884 تا 1893 زمینی را اجاره می‌کرد و یک پیست اسب‌دوانی را مدیریت می‌کرد  در سال 1906 ، ویکتور فون پودبیلسکی توانست ترتیب دهد که "Union-Klub" مکان دیگری را در گرونوالد پیدا کند. در فوریه 1907، این سازمان یک اجاره 30 ساله برای زمینی در شمال دوبریتزر هیرستراسه امضا کرد.  این زمین به پیست اسب‌دوانی گونوالد تبدیل شد.
این منطقه در گرونوالد در سال ۱۹۰۴ توسط امپراتور ویلهلم دوم به عنوان «پارک مردم» به مردم برلین وعده داده شده بود. به همین دلیل، وقتی Union-Klub مجبور شدند موافقت کنند که زمینشان میزبان «مراسم ورزشی عمومی» نیز باشد 
طرح‌های ساخت یک مجموعه ورزشی المپیک در منطقه پیست اسب‌دوانی را می‌توان به سال ۱۹۰۶، قبل از مشارکت ورزشی آلمان در بازی‌های میان‌دوره‌ای ۱۹۰۶، نسبت داد.
در طول المپیک تابستانی ۱۹۱۲ ، شهر برلین توسط کمیته بین‌المللی المپیک (IOC) برای میزبانی المپیک تابستانی ۱۹۱۶  در چهاردهمین کنفرانس IOC که در ۲۷ مه ۱۹۱۲ در استکهلم برگزار شد، تعیین شد. برلین پیش از این برای المپیک تابستانی ۱۹۰۸ پیشنهاد ناموفقی داده بود و در ۲۷ مه ۱۹۰۹ میزبان دهمین کنفرانس IOC (که در آن میزبان المپیک تابستانی ۱۹۱۲ رأی‌گیری شده بود) بود. برلین در پیشنهاد میزبانی المپیک تابستانی ۱۹۱۶، پیشنهادهای اسکندریه مصر ، آمستردام هلند ، بروکسل بلژیک ، بوداپست مجارستان و کلیولند ایالات متحده را شکست داد.
قرار بود ورزشگاه این مسابقات در شارلوتنبورگ ، در جنگل گرونوالد ، در غرب برلین واقع شود. 
دولت آلمان تصمیم گرفت که در جنگل گرونوالد که در نزدیکی آن قرار دارد، ساختمان‌سازی نکند و ساختمان‌های موجود را نیز بازسازی نکند. به دلیل این تمایل، آنها اتو مارس، همان معماری که در ابتدا "رنوِرین" (مسیر مسابقه گرونوالد) را ساخته بود، استخدام کردند.    ارزیابی کمیته سازماندهی از محل برگزاری مسابقات، آنها را به این نتیجه رساند که منطقه داخل مسیر مسابقه گرونوالد فضای کافی برای ساخت یک محل مناسب را دارد. دسترسی به این استادیوم از طریق یک تونل از زیر مسیر مسابقه فراهم می‌شد. این تونل 65 فوت عرض داشت و دسترسی به انتهای جنوبی استادیوم را فراهم می‌کرد.  این تونل یکی از معدود بخش‌های باقی‌مانده از مسیر مسابقه سابق است. استادیوم در داخل مسیر مسابقه به داخل زمین فرو رفته بود تا منظره مسابقات مختل نشود. 

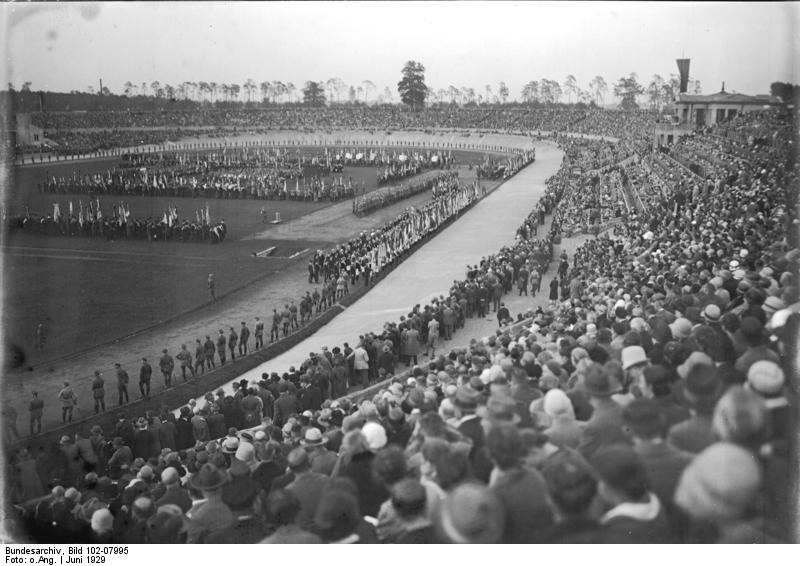
Deutsches Stadion

کار بر روی ورزشگاه، ورزشگاه دویچه ( آلمانی: German Stadium  ) در اوت ۱۹۱۲ آغاز شد. هنگام افتتاح، بیش از ۱۸۵۰۰ تماشاگر را در خود جای داد و ظرفیت صندلی آن ۱۱۵۰۰ نفر بود.   مارس تصمیم گرفت ورزشگاه را در زمین دفن کند ("Erdstadion"، به زبان آلمانی). در ۸ ژوئن ۱۹۱۳، ورزشگاه با رها کردن ۱۰۰۰۰ کبوتر افتتاح شد. ۶۰۰۰۰ نفر در آن حضور داشتند.   این ورزشگاه دارای یک مسیر دویدن ۶۵۰ فوتی بود که توسط یک مسیر دوچرخه‌سواری ۷۲۰ یاردی احاطه شده بود. یک استخر شنا ۱۰۸ یاردی در لبه بیرونی مسیر دوچرخه‌سواری قرار داشت.  این ورزشگاه همچنین با نام‌های Grunewaldstadion و Berlin Stadium نیز شناخته می‌شد. این ورزشگاه در ۱۵ مه ۱۹۱۳، پس از یک برنامه ساخت و ساز تنها ۲۰۰ روزه، افتتاح شد. مراسم افتتاحیه ورزشگاه در ۸ ژوئن ۱۹۱۳ برگزار شد. اتو مارس در آوریل همان سال درگذشته بود، بنابراین نتوانست افتتاحیه ورزشگاه را ببیند. 
یکی از ویژگی‌های منحصر به فرد این مکان، درخت بلوط بزرگی بود که درست در بیرون لبه شرقی ورزشگاه قرار داشت. این تصمیم با الهام از درخت زیتون مقدسی که بازی‌های المپیک باستانی در المپیا را متبرک می‌کرد، گرفته شد. این درخت بلوط به نام وزیر کشور، «پودبیلسکی-ایچه» نامگذاری شد. 
این سازماندهی علیرغم شروع جنگ جهانی اول در سال ۱۹۱۴ ادامه یافت، زیرا انتظار نمی‌رفت که جنگ به اندازه کافی طولانی شود تا بازی‌ها را مختل کند. با این حال، در نهایت، بازی‌ها به دلیل جنگ لغو شدند.  
این ورزشگاه در ۲۶ ژوئیه ۱۹۱۴ تعطیل شد و تا سال ۱۹۱۵ به عنوان بیمارستان نظامی مورد استفاده قرار می‌گرفت. یک سال طول کشید تا دوباره مسابقات ورزشی در این ورزشگاه برگزار شود. 
15 مه 1920 «کالج تربیت بدنی آلمان» ( آلمانی: German University for Athletics  ) (DHfL) توسط دانشگاه فریدریش-ویلهلم برلین تأسیس شد.  این مؤسسه ورزشی همچنین به عنوان "مؤسسه تربیت بدنی آلمان" نیز شناخته می‌شد.  دانشگاه دو و میدانی آلمان از ورزشگاه دو و میدانی دویچز استادیون استفاده می‌کرد.  
از تابستان ۱۹۲۱، یک ساختمان دو طبقه دانشگاه در شمال استخر شنای ورزشگاه ساخته شد. در ۲۶ مه ۱۹۲۲، این ساختمان جدید که شامل یک سالن ورزشی، سالن شمشیربازی و یک سالن غذاخوری و مطالعه بود، افتتاح شد. 
در سال ۱۹۲۵ تئودور لوالد پیشنهاد داد که این مجموعه «اسپورت‌فوروم» نامگذاری شود. در ۱۶ سپتامبر ۱۹۲۵، هیئت مدیره کمیته تربیت بدنی آلمان (DRA) رسماً استفاده از نام «دویچه اسپورت‌فوروم» ( آلمانی: German Sportforum ) را آغاز کرد. 

### رایش اسپورتفلد (۱۹۳۳–۱۹۴۹)
وقتی نازی‌ها در سال ۱۹۳۳ در آلمان به قدرت رسیدند، تصمیم گرفتند از بازی‌های المپیک ۱۹۳۶ برای اهداف تبلیغاتی استفاده کنند. با توجه به این موضوع، هیتلر برنامه‌هایی برای ساخت یک مجموعه ورزشی بزرگ در گرونوالد به نام "ورزشگاه رایش" با یک ورزشگاه المپیک کاملاً جدید به عنوان محور اصلی آن تهیه کرد. معمار ورنر مارس به همراه برادرش والتر مارس مسئولیت این پروژه را بر عهده داشتند.
این بازی‌ها در سال ۱۹۳۱، زمانی که دولت آلمان جمهوری دموکراتیک وایمار بود   به برلین واگذار شد و طرح‌های اولیه برای ورزشگاه اسپورت‌فوروم در زمان این دولت تدوین شده بود. قرار بود ساخت و ساز برای گسترش پیشنهادی ورزشگاه اسپورت‌فوروم در اکتبر ۱۹۳۳ آغاز شود، اما در مارس همان سال نازی‌ها در آلمان به قدرت رسیدند. کمیته تربیت بدنی آلمان منحل شد و سند ورزشگاه اسپورت‌فوروم به دولت نازی منتقل شد. تقریباً در این زمان، این مجموعه به "رایش اسپورت‌فلد" ( آلمانی: Reich Sports Field ) تغییر نام داد.  
وقتی ورزشگاه رایش اسپورتفلد تکمیل شد، مساحت آن ۱.۳۲ کیلومتر مربع (۳۲۵ هکتار) بود.   این مجموعه را می‌توان به عنوان مجموعه‌ای توصیف کرد که در مقیاس واگنری طراحی شده بود.  این مجموعه شامل (از شرق به غرب): المپیااستادیون، مایفیلد (میفیلد، با ظرفیت ۵۰۰۰۰ نفر) و آمفی تئاتر دیتریش اکارت (با ظرفیت ۲۵۰۰۰ نفر) بود، علاوه بر این، مکان‌ها، ساختمان‌ها و امکانات مختلفی برای ورزش‌های مختلف (مانند فوتبال ، شنا، سوارکاری و هاکی روی چمن ) در بخش شمالی وجود داشت. 

#### المپیک ۱۹۳۶ (۱–۱۶ اوت ۱۹۳۶)
المپیک ۱۹۳۶ از ۱ تا ۱۶ اوت برگزار شد.   مراسم افتتاحیه با پایان مراسم حمل مشعل المپیک و روشن کردن شعله المپیک در دیگ المپیک به اوج خود رسید. مشعل المپیک سنتی بود که در دو المپیک تابستانی قبلی که در آمستردام و لس‌آنجلس برگزار شد، ریشه داشت و حمل مشعل برای اولین بار در بازی‌های ۱۹۳۶ اتفاق افتاد. کارل دیم ، که خودش نازی نبود، به این ایده فکر کرده بود که مورد تأیید فراوان وزیر تبلیغات، جوزف گوبلز ، قرار گرفت، زیرا معتقد بود که این یک روش تماشایی برای تبلیغ المپیک است. 
بسیاری از لحظات خاطره‌انگیز المپیک ۱۹۳۶ در ورزشگاه رایش اسپورت‌فلد اتفاق افتاد، مانند چهار مدال دو و میدانی جسی اوونز ، دونده آفریقایی-آمریکایی.
ورزشگاه المپیک میزبان مراسم افتتاحیه و اختتامیه، مسابقات دو و میدانی ، پرش با اسب ، چهار مسابقه فوتبال ، دو مسابقه هندبال و همچنین نمایش بیسبال بود. این ورزشگاه همچنین محل خط شروع و خط پایان ماراتن بود. 
ورزشگاه المپیک همچنین میزبان اجراهای متعددی در طول المپیک بود. یکی از این نمایش‌ها «نمایش جشنواره» بود که در تاریخ‌های ۱، ۳، ۷، ۱۸ و ۱۹ اوت اجرا شد. از دیگر اجراهایی که در طول بازی‌ها در ورزشگاه المپیک برگزار شد می‌توان به «موسیقی و رقص ملت‌ها» (۱۰ اوت) و «کنسرت نظامی» (۱۳ اوت) اشاره کرد. 

#### پس از المپیک
فینال مسابقات قهرمانی فوتبال آلمان در سال ۱۹۳۷ در ۲۰ ژوئن ۱۹۳۷ در ورزشگاه المپیک برگزار شد. تیم فوتبال شالکه ۰۴ ، تیم فوتبال نورنبرگ را با نتیجه ۲-۰ شکست داد.  پس از آن، تمام فینال‌های قهرمانی آلمان تا سال ۱۹۴۴ در آنجا برگزار شد، همچنین شش فینال جام حذفی آلمان بین سال‌های ۱۹۳۶ تا ۱۹۴۲ در آنجا برگزار شد.
در 28 سپتامبر 1937، رایش اسپورتفلد مراسمی را به مناسبت بازدید بنیتو موسولینی از برلین برگزار کرد.  
در اول ماه مه ۱۹۳۹، هیتلر از جایگاه تماشاگران در ورزشگاه المپیک برای سخنرانی روز کارگر خود استفاده کرد، که در آن نظریه خود در مورد « فضای زندگی » را شرح داد. دقیقاً چهار ماه بعد (اول سپتامبر ۱۹۳۹) هیتلر با حمله به لهستان و آغاز جنگ جهانی دوم ، بر اساس این نظریه عمل کرد. 

### پارک المپیک برلین (1949–اکنون)
فینال مسابقات قهرمانی فوتبال آلمان غربی، پیش از معرفی بوندس‌لیگا ، شش بار بین سال‌های ۱۹۵۰ تا ۱۹۶۲ در ورزشگاه المپیک برگزار شد. 
میدان المپیک یک آنتن غول‌پیکر داشت که در سال ۱۹۵۱ ساخته شده بود و سیگنال‌هایی را برای رادیوهای ترانزیستوری در برلین ارسال می‌کرد.
در سال ۱۹۵۶، ناقوس المپیک از خاک بیرون آورده شد، اما فقط به این دلیل که بتوان از آن به عنوان یک هدف تمرینی برای مهمات ضد تانک استفاده کرد.
برج ناقوس از سال ۱۹۶۰ تا ۱۹۶۲ طبق نقشه‌های اولیه ورنر مارس بازسازی شد. این بازسازی نتیجه تلاش‌های ورنر مارس و دیگران برای بازسازی برج ناقوس بود. این برج تقریباً یک متر از برج اصلی بلندتر است. در طول بازسازی برج ناقوس، "لانگمارک‌هاله" به دلیل تخریب برج، تخریب شد.   برج ناقوس المپیک از آن زمان به یک مکان گردشگری محبوب تبدیل شده است و منظره‌ای پانوراما از برلین، برلین، اشپاندائو، دره هاول ، پوتسدام ، ناون و هنیگسدورف ارائه می‌دهد. ناقوس المپیک به عنوان یادبود در خارج از استادیوم المپیک قرار داده شده است. در عوض، برج ناقوس حاوی یک ماکت از ناقوس المپیک اصلی است. 
در ۲۴ اوت ۱۹۶۳، هرتابرلین اولین بازی رسمی خود را در ورزشگاه المپیک انجام داد و پس از پیوستن به بوندس‌لیگا ، به این ورزشگاه نقل مکان کرد. این مسابقه با نتیجه ۱-۱ مقابل تیم اف‌سی نورنبرگ به پایان رسید. در سال ۱۹۶۵، فدراسیون فوتبال آلمان، هرتابرلین را به جرم رشوه‌خواری مجرم شناخت و آنها را به لیگ منطقه‌ای برلین سقوط داد. هرتابرلین به طور غیرقانونی به چندین بازیکن فوتبال رشوه داده بود تا آنها را به تیم اضافه کند، زیرا آنها به دلیل ساخت دیوار برلین در سال ۱۹۶۱، علاقه‌ای به بازی در برلین نداشتند. هرتابرلین از ورزشگاه المپیک نقل مکان کرد و به خانه قدیمی خود در " پلامپه " بازگشت تا اینکه در سال ۱۹۶۸ دوباره به لیگ دسته اول پیوست. در سال ۱۹۷۱، هرتابرلین "پلامپه" را فروخت. تیم‌های دیگری نیز از ورزشگاه المپیک استفاده کرده‌اند، مانند تاسمانی ، تنیس بوروسیا و بلو-وایس ۹۰ که در بوندس‌لیگا بازی می‌کردند.
ورزشگاه المپیک برای جام جهانی فوتبال ۱۹۷۴ به میزبانی آلمان غربی بازسازی شد. این بازسازی به ویژه شامل اضافه کردن یک سقف جزئی بر روی سکوهای اصلی ورزشگاه در جایگاه‌های شمالی و جنوبی بود که ۲۶۰۰۰ صندلی را پوشش می‌داد. این سقف توسط دوبرز و کراهه طراحی شده بود. این سقف، ساختاری مدرن از پلکسی گلاس و فولاد، ظاهری مدرن و سبک ایجاد می‌کرد که از نظر زیبایی‌شناسی با ساختار سنتی و سنگین ورزشگاه اصلی در تضاد بود. این بازسازی همچنین جایگاه‌های مطبوعاتی اضافه کرد، سرویس‌های بهداشتی را مدرن کرد و جایگاه خبرنگاران را با دیواری از پلکسی گلاس از جایگاه‌ها جدا کرد.  
اواخر دهه ۱۹۷۰ دوران موفقیت‌آمیزی برای هرتابرلین در ورزشگاه المپیک بود، آنها در سال ۱۹۷۹ به نیمه‌نهایی جام یوفا و در سال‌های ۱۹۷۷ و ۱۹۷۹ به فینال جام حذفی آلمان رسیدند. پس از یک دوره افت در دهه ۱۹۸۰، هرتابرلین در سال ۱۹۸۶ به لیگ آماتور-اوبرلیگا برلین سقوط کرد و به ورزشگاه کوچک‌تر پست‌استادیون نقل مکان کرد. هرتابرلین پس از بهبودی، برای فصل ۱۹۸۸-۱۹۸۹ به بوندسلیگای ۲ پیوست و به ورزشگاه المپیک بازگشت.
در سال ۱۹۷۲، المپیک تابستانی دوباره در آلمان برگزار شد و آلمان غربی میزبان بازی‌ها در مونیخ بود. تمرکز اصلی مکان‌های برگزاری این بازی‌ها نیز در پارک المپیک بود.
از سال ۱۹۸۵، ورزشگاه المپیک میزبان تمام فینال‌های جام حذفی آلمان (DFB-Pokal) بوده است و از سال ۱۹۸۵ تا ۲۰۰۹ نیز میزبان فینال جام حذفی زنان بوده است.
پس از فروپاشی دیوار برلین در نوامبر ۱۹۸۹، در ۲۷ ژانویه ۱۹۹۰ مسابقه‌ای بین هرتابرلین و اتحادیه باشگاه‌های برلین شرقی در ورزشگاه المپیک برگزار شد. ۵۰،۰۰۰ تماشاگر در این مسابقه حضور داشتند.
در 8 سپتامبر 1994، پس از بیش از نیم قرن، ارتش بریتانیا به طور کامل به حضور نظامی خود در پارک المپیک پایان داد.  بخش شمالی پارک که دیگر توسط ارتش بریتانیا اشغال نشده بود، برای عموم بازگشایی شد.  نخست وزیر بریتانیا ، جان میجر، و شهردار برلین ، ابرهارد دیپگن ، در مراسمی به مناسبت این تاریخ، از یک پلاک یادبود در میدان آدلر در مقابل "خانه ورزش آلمان" رونمایی کردند. 
سرنوشت ورزشگاه المپیک در سال ۱۹۹۸ مورد بحث قرار گرفت. به دلیل ریشه‌های نازی آن، برخی طرفدار تخریب آن و جایگزینی آن با یک ورزشگاه جدید بودند، در حالی که برخی دیگر ترجیح می‌دادند مانند کولوسئوم ، به آرامی رو به زوال برود.
تعدادی طرح وجود داشت که مستلزم تخریب ورزشگاه بود، اما در 26 مه 1998، سنای برلین به جای آن به بازسازی ورزشگاه رأی داد. در 1 دسامبر 1998، سنا به طرح "فون گرکان، مارگ و شرکا (gmp)" رأی مثبت داد. در 9 مه 2000، توافقی برای تأمین مالی ورزشگاه با والتر باو-ای‌جی حاصل شد. 
به عنوان بخشی از آماده‌سازی‌های آلمان برای جام جهانی فیفا 2006 ، استادیوم المپیک به طور کامل بازسازی شد. ساخت و ساز در استادیوم المپیک در سپتامبر 2000 آغاز شد.   این بازسازی، سقف جدیدی از جنس غشای تفلون نیمه شفاف (به طور خاص از الیاف شیشه‌ای روکش شده با PTFE) را برای استادیوم المپیک فراهم کرد. جنس مواد استفاده شده، ظاهری حتی سبک‌تر از سقف نصب شده برای جام جهانی 1974 ایجاد می‌کند. سبکی و شفافیت سقف جدید، تضاد بصری با سنگینی سازه استادیوم ایجاد می‌کند. این سقف با ایجاد شکافی در دروازه ماراتن، از ردیف‌های صندلی‌ها تقلید می‌کند. برخلاف سقفی که برای جام جهانی 1974 نصب شد، این سقف تمام صندلی‌های استادیوم را پوشانده بود.  
بازسازی در ۳ ژوئیه ۲۰۰۰ با مراسم کلنگ‌زنی توسط صدراعظم آلمان ، گرهارد شرودر ، شهردار برلین ، ابرهارد دیپگن ، فرانتس بکن‌باوئر و دکتر ایگناز والتر آغاز شد. این ورزشگاه در طول بازسازی همچنان میزبان رویدادهایی از جمله فینال سالانه جام حذفی آلمان ، بازی‌های هرتابرلین و بازی‌های تندر برلین بود. در ۹ ژانویه ۲۰۰۲، در بحبوحه بازسازی ورزشگاه المپیک، خدمه ساختمانی یک بمب منفجر نشده مربوط به جنگ جهانی دوم را که در زیر قسمت صندلی‌ها دفن شده بود، پیدا کردند. پلیس برلین بمب را در بیرون ورزشگاه خنثی کرد.
ورزشگاه جدید در مراسمی در ۳۱ ژوئیه ۲۰۰۴ افتتاح شد. با این وجود، کار بر روی ورزشگاه و مناطق اطراف المپیا پارک تا سال ۲۰۰۶ ادامه یافت. فینال جام جهانی فوتبال ۲۰۰۶ در ۹ ژوئیه در این ورزشگاه برگزار شد. 
تیم ملی فوتبال آلمان اولین مسابقه خود را در این ورزشگاه در ۸ سپتامبر ۲۰۰۴، در تساوی ۱-۱ مقابل تیم ملی فوتبال برزیل انجام داد. 
در سال ۲۰۰۴، هرتابرلین ورزشگاه آماتوراستادیون، ورزشگاهی با ظرفیت ۵۴۰۰ نفر را در نزدیکی ورزشگاه المپیک ساخت.  تیم دوم آنها در آنجا بازی می‌کند.
پیش از میزبانی مسابقات قهرمانی جهانی دو و میدانی IIAF در سال ۲۰۰۹ ، پیست ورزشگاه المپیک بازسازی شد.  پیست جدید به رنگ آبی،  رنگ تیم هرتابرلین، رنگ‌آمیزی شد.
المپیا پارک یکی از مکان‌های اصلی بازی‌های جهانی تابستانی المپیک ویژه ۲۰۲۳ بود.